# Чорний піар
Чорний піар (англ. dark public relations, DPR; negative campaigning; mud slinging) — створення і розповсюдження інформації, направленої на формування в аудиторії, клієнтів, потенційних клієнтів негативного ставлення до певного явища, події, процесу, товару.

## Сутність
Тобто, будь-які інформаційні атаки або навіть війни, направлені на руйнування іміджу, компанії, бізнесу, репутації конкретної особи тощо. В той же час, зокрема у шоу-бізнесі та політиці, може використовуватися з протилежними намірами — збільшити інтерес до певного продукту чи осіб шляхом псевдо-скандалів, неординарних подій тощо.

## Історичні аспекти
Термін «Чорний PR» виник на пострадянському просторі. Термін з'явився в кінці 80-х початку 90-х для позначення політичної та комерційної інформації поширюваної через замовні публікації в ЗМІ та листівки, оплачувані неофіційно. Популяризувався від другої половини 90-х відколи активно використовувався адміністративний ресурс, втручання криміналітету, застосування незаконних методів впливу на волевиявлення виборців і «коректування» небажаних для певних політичних сил результатів виборів. Єдними з найбільш вживаних методів були наклеп та неправомірне розповсюдження, силовими та іншими структурами, конфеденційної інформації. Часто цим терміном позначають поширення компромату або інформації, що негативно впливає на імідж персони або об'єкта.
Чорний піар існує давно і добре розвинений в іноземних державах. До чорного піару вдаються всі найбільші корпорації світу та світові політики. Природно чорний піар активізується під час виборів.
Подібні технології використовують в тих випадках, коли потрібно не поліпшити власну репутацію, а осквернити конкурентів. Це можуть бути безпідставні наклепи, нічим не підкріплені чутки. Підрив репутації суперників відбувається з метою нав'язати громадськості нову, вигідну опоненту/ам ідею.

## Чорний піар як інструмент бізнесу
Професійний чорний піар не може ні в якому вигляді бути віднесений до недобросовісної конкуренції. Хоча на перший погляд може здатися, що його можна так трактувати. Чорний піар дозволяє оприлюднити факти, що підтверджують низьку якість товарів і сервісу конкурента, а також вказати на приховані недоліки і обман споживачів.
Природно чорний піар — це інструмент бізнесу. І залежно від того в чиї руки він потрапить, він може приносити благо чи зло. Якщо він потрапить в руки чесного підприємця, то він захищає його і його споживачів від недобросовісної конкуренції і свавілля чиновників. Чорний піар в його руках знищує неякісні продукти, слабкий бізнес і дозволяє домогтися розквіту чогось корисного.
Чорний PR в руках негідника перетворюється на зло. Він починає знищувати корисні товари, руйнувати чесний бізнес і т. ін. Він стає шкідливим для суспільства. Причому успішні компанії не зможуть захиститися від нього, не маючи у своєму штаті потужної pr-групи.
Тобто чорний піар — це не наука, як робити зло, а методика як за допомогою негативної інформації добиватися справедливості, порядності та переваги на ринку.[джерело?]

## Маскування чорного піару
За кордоном вживають термін чорний PR, а іноді називають його:
- Боротьбою за чесну конкуренцію;
- Повідомленням правди про конкурентів на виборах;
- Боротьбою за права людини;
- Боротьбою за соціальну справедливість;
- Боротьбою за демократію;
- Боротьбою за чистоту навколишнього середовища;
- Боротьбою за права споживачів;
- Боротьбою за свободу і справедливість;
- Захистом прав людини.